# Venutius
Venutius était un roi des Brigantes dans le nord de l'île de Bretagne pendant le Ier siècle et les invasions romaines. Certains proposent qu'il peut avoir été à l'origine un Carvetii, qui faisait alors probablement partie du royaume brigante.
Il se fit connaître d'abord en tant qu'époux de Cartimandua, reine des Brigantes, aux environs de l'an 51. Il s'enfuit au nord après la défaite de Caratacus par Publius Ostorius Scapula en Pays de Galles, mais sa femme le donna aux Romains. Malgré le fait que les Brigantes étaient nominalement un royaume indépendant, Tacite écrira que Cartimandua et Venutius seront fidèles à l'Empire, « défendus par le pouvoir romain ».
Toutefois, après la capture de Caratacus, Venutius devint le chef le plus important de la résistance contre l'occupation romaine. Cartimandua s'était apparemment lassée de lui, elle se maria avec le porteur d'armure de Venutius, Vellocatus, qu'elle fit faire roi à sa place. D'abord il n'essaya que de renverser son ex-femme, pour finir par prêter attention à ceux qui la protégeaient, les Romains. Ceux-ci, sous l'officier Caesius Nasica, battirent les forces brigantes pendant les fonctions de gouverneur d'Aulus Didius Gallus (52-57 apr. J.-C.).
Profitant de l'instabilité de l'Empire pendant l'année des quatre empereurs, Venutius se révolta encore en l'an 69. Cartimandua demanda plus de troupes des Romains, qui ne purent qu'envoyer des auxiliaires. Cartimandua fut évacuée et Venutius prit le royaume.
Cette seconde révolte put avoir des répercussions plus larges : Tacite dit que Vespasien, autrefois empereur, dut « récupérer » l'île de Bretagne. Il dit aussi que la Bretagne fut abandonnée ayant à peine été soumise au pouvoir romain (mais certains pensent que ceci se réfère à la consolidation des conquêtes postérieures d'Agricola en Écosse).
On ne sait pas ce qui s'est passé avec Venutius après l'accession de Vespasien. Quintus Petillius Cerialis (gouverneur de 71 à 74) fit des campagnes contre les Brigantes, mais ils ne furent soumis qu'après de longues décennies. Agricola (gouverneur de 78 à 84), paraît avoir lutté en territoire brigante ; le poète romain Juvénal et le géographe Pausanias parlent de guerres menées contre les Brigantes dans la première moitié du Ier siècle.